# Blickachsen

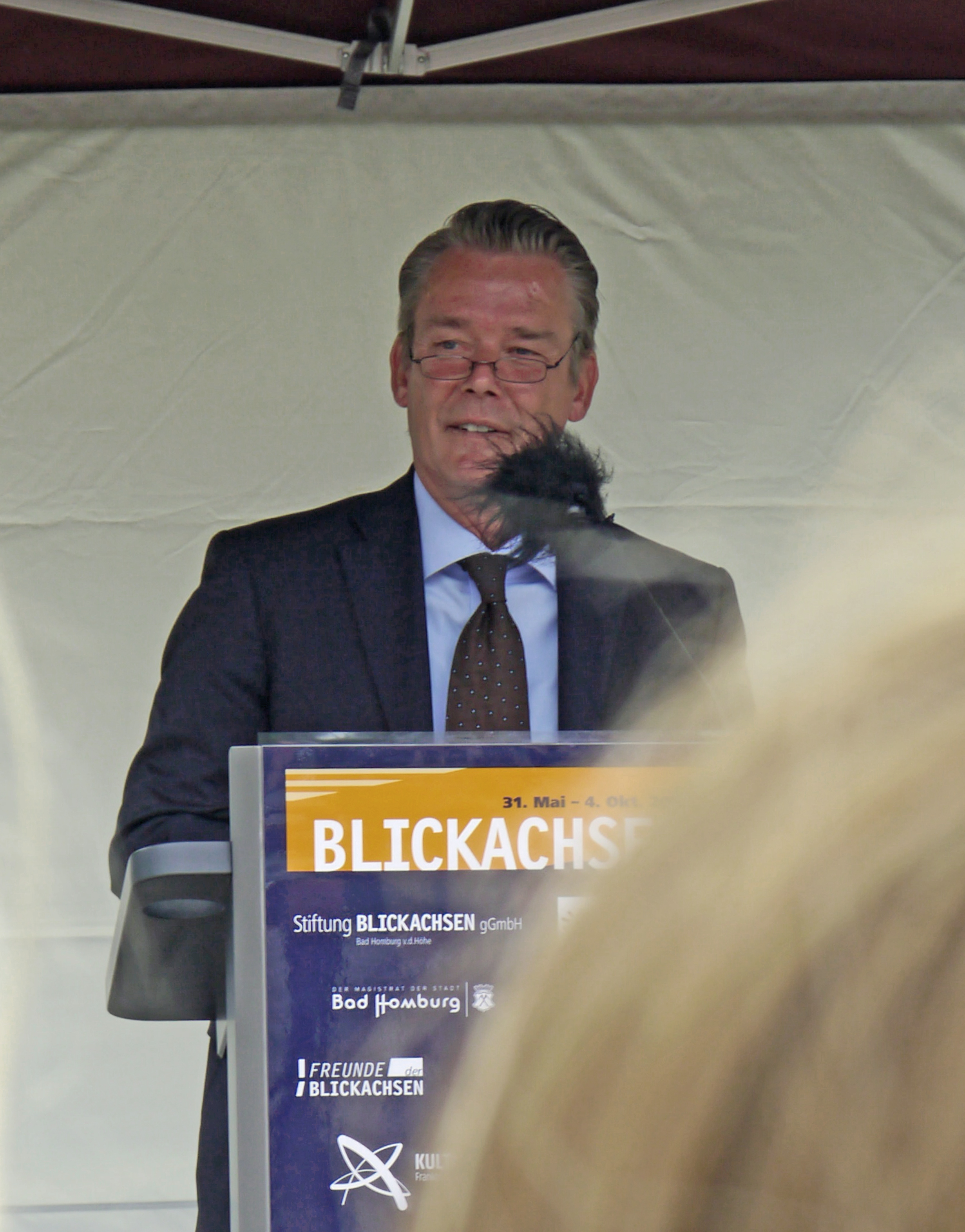
Christian K. Scheffel, Gründer und Kurator

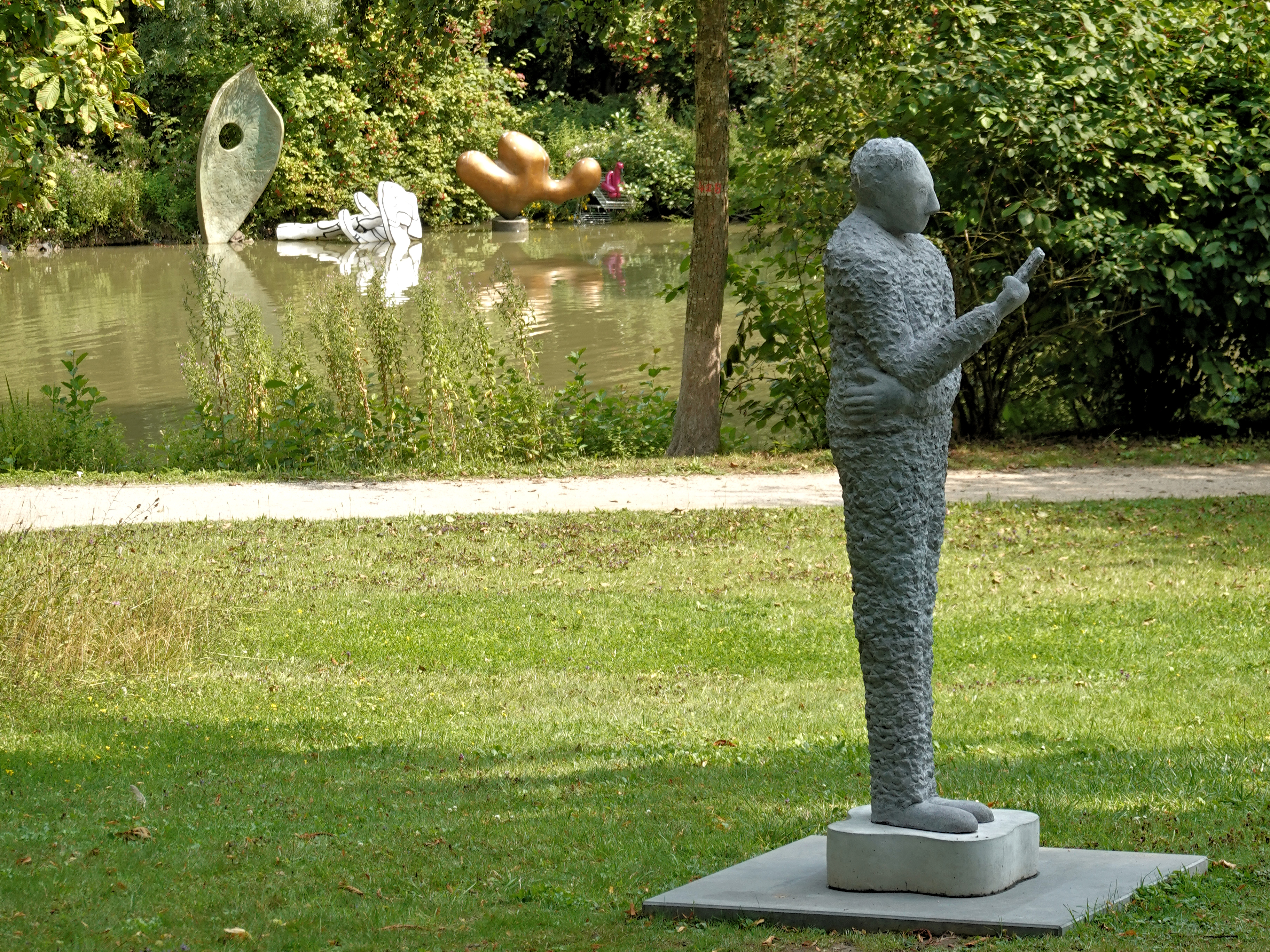
Skulpturen im Schlosspark Bad Homburg bei den 14. Blickachsen (2025)

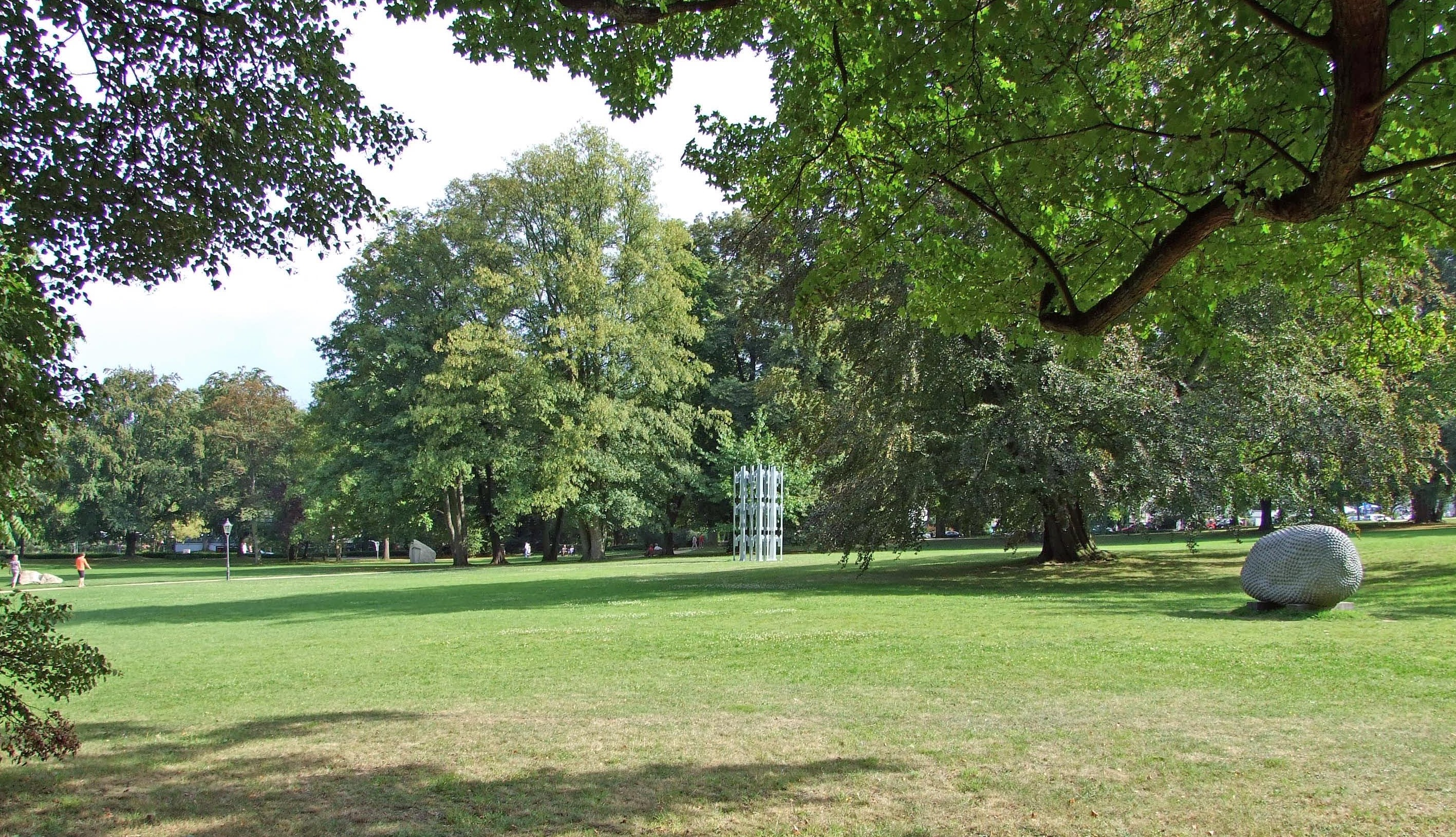
Blickachse über vier Objekte (2009)

Blickachsen heißt eine Skulpturen-Ausstellungsreihe, die – seit 1997 unter der Federführung der Galerie Scheffel und seit 2013 unter Leitung der Stiftung Blickachsen gGmbH – alle zwei Jahre für rund vier Monate (Ende Mai bis Anfang Oktober) ausgerichtet wird. Der Schwerpunkt der Ausstellung findet in Bad Homburg vor der Höhe statt. Inzwischen beteiligen sich auch andere Städte und Örtlichkeiten im Rhein-Main-Gebiet daran.
Ihren Namen verdankt die Ausstellungsreihe den Blickachsen, die der Gartenarchitekt Peter-Joseph Lenné Mitte des 19. Jahrhunderts im Homburger Kurpark angelegt hat.

## Blickachsen 14
Blickachsen 14 wurde am 18. Mai 2025 eröffnet und soll bis zum 5. Oktober 2025 dauern. Standorte der Skulpturen sind der Kurpark, der Schlosspark und der Gustavsgarten in Bad Homburg. Partnermuseum ist in diesem Jahr das Sprengel Museum Hannover.

## Blickachsen 13

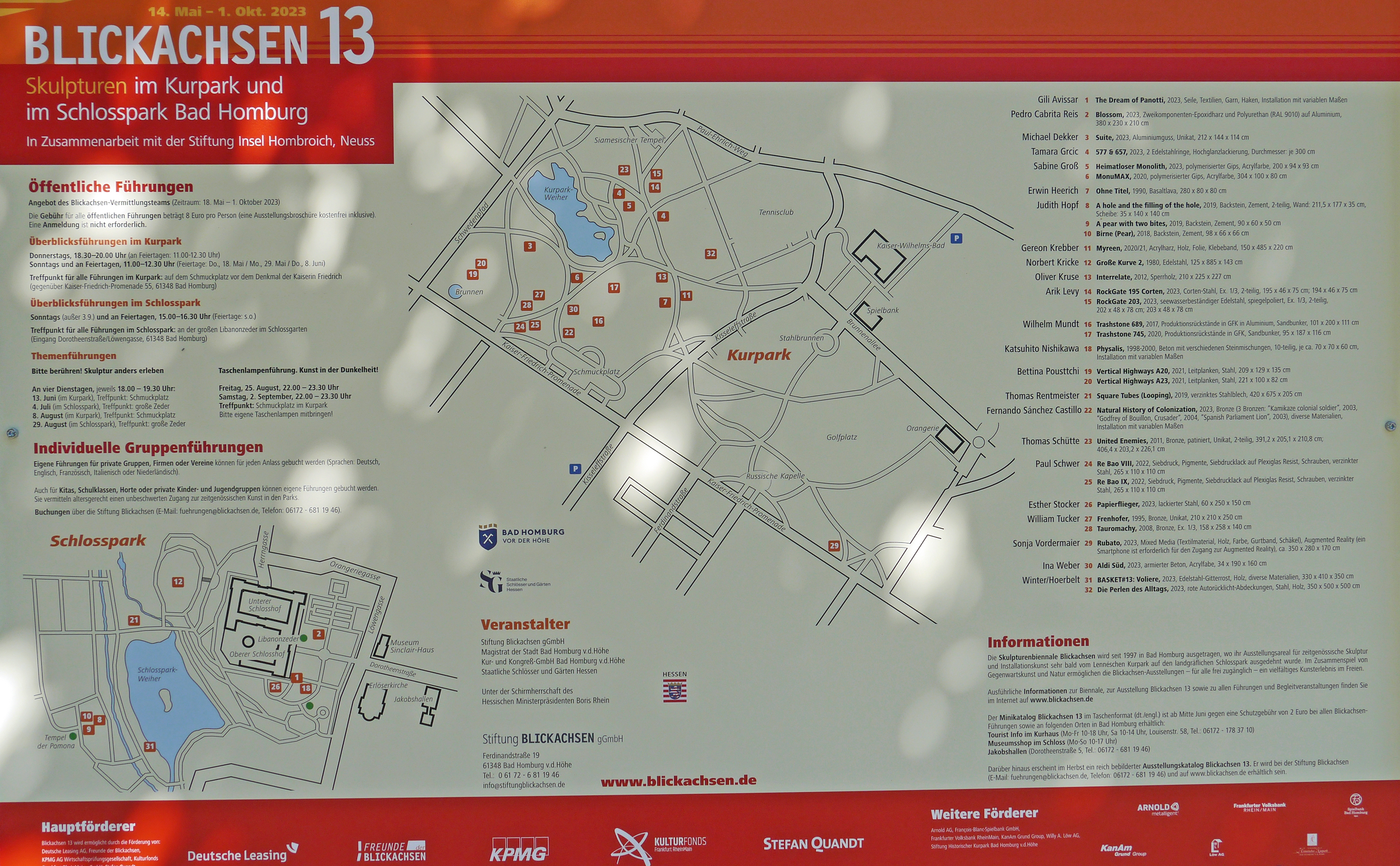
Lageplan der Objekte 2023 (Blickachsen 13) in Bad Homburg

Die dreizehnte Ausgabe der Blickachsen fand vom 14. Mai bis 1. Oktober 2023 in Zusammenarbeit mit der Stiftung Insel Hombroich, Neuss, statt. Im Kurpark sowie im Schlosspark von Bad Homburg waren 32 Skulpturen und Installationen von Erwin Heerich, Norbert Kricke, Oliver Kruse, Arik Levy, Bettina Pousttchi, William Tucker, Ina Weber und vielen anderen Künstlern zu sehen.
Blickachsen 13 sollte turnusmäßig 2021 stattfinden, wurde aber wegen der Corona-Pandemie zunächst auf 2022, später auf 2023 verschoben.

## Blickachsen 12
Die zwölfte Ausgabe der Skulpturenbiennale Blickachsen war vom 26. Mai bis 6. Oktober 2019 in Zusammenarbeit mit dem Skulpturenpark Wanås Konst, Knislinge in Schweden, und zeigte Skulpturen in Bad Homburg, Frankfurt am Main, Bad Vilbel, Eschborn, Kronberg und Kloster Eberbach.

## Blickachsen 11
Die Blickachsen 11 waren vom 21. Mai bis 1. Oktober 2017, mit Unterstützung des Museum Liaunig, Neuhaus (Kärnten), Österreich, in Bad Homburg, in Frankfurt am Main und im Rhein-Main-Gebiet zu sehen. Die Eröffnung fand auf dem Schmuckplatz im Kurpark statt. 36 Künstler stellten 79 Werke aus, darunter der katalanische Künstler Jaume Plensa mit seiner Skulptur Isabella aus Eisenguss mit den Maßen 450 × 53 × 117 cm. Die acht Ausstellungsorte waren: Bad Homburg (Kurpark und Schlosspark), Bad Vilbel, Burg Eppstein, Eschborn-Niederhöchstadt, Frankfurt (Campus Westend), Hessenpark, Eltville (Kloster Eberbach) und Kronberg im Taunus.

## Blickachsen 10

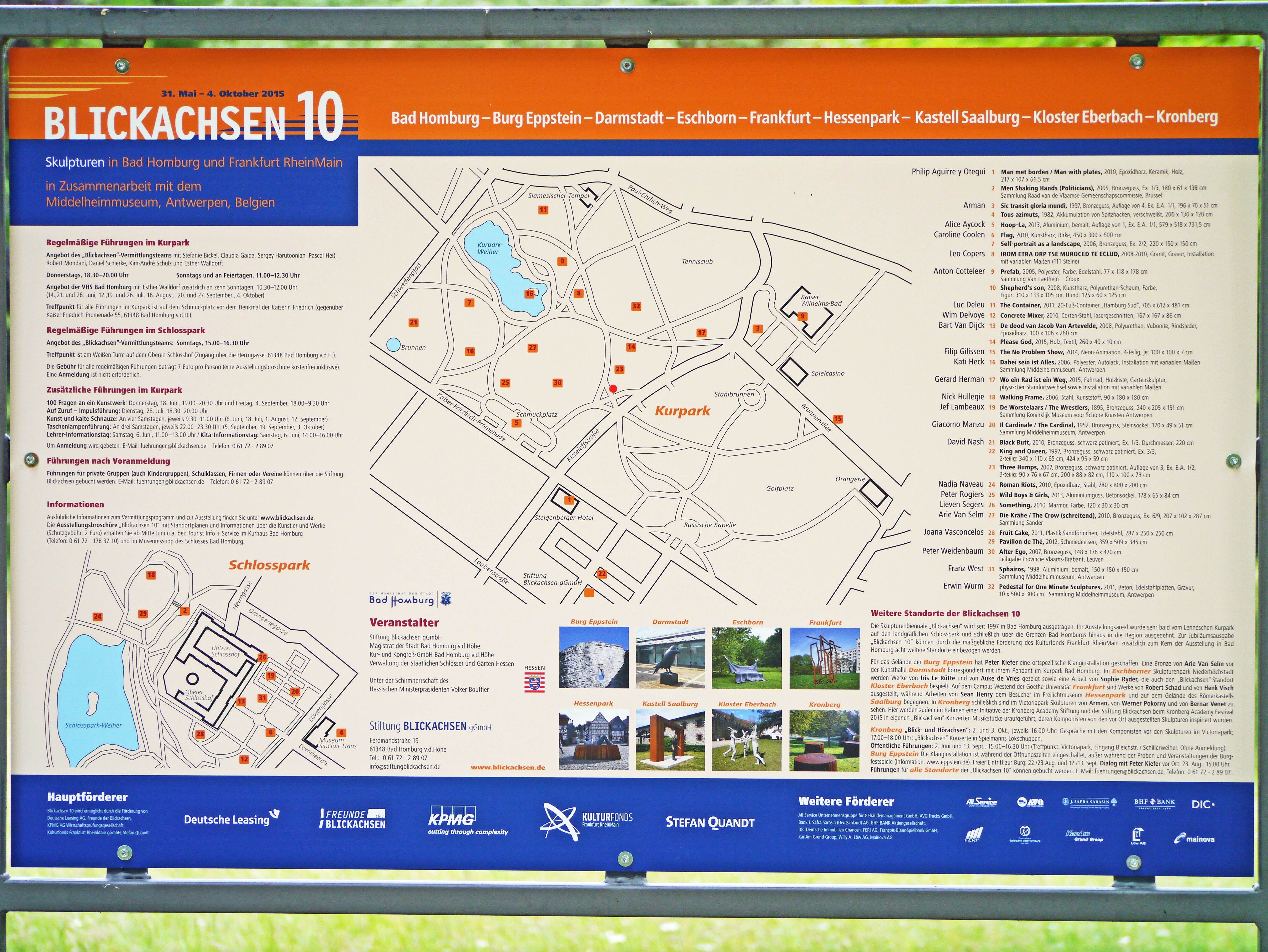
Lageplan der Objekte 2015 (Blickachsen 10) in Bad Homburg

Die Blickachsen 10 fanden vom 31. Mai bis 4. Oktober 2015, mit Unterstützung des Middelheim Museums, Antwerpen, Belgien, statt.
Ausstellungsorte waren Bad Homburg, Burg Eppstein, Darmstadt, Eschborn, Frankfurt, Hessenpark (Neu-Anspach) vom 19. April bis 25. Oktober 2015: Sean Henry: The Way it Is, Kastell Saalburg, Kloster Eberbach und Kronberg.
33 Künstler waren mit zusammen 70 Werken an 9 Standorten vertreten.

## Blickachsen 9

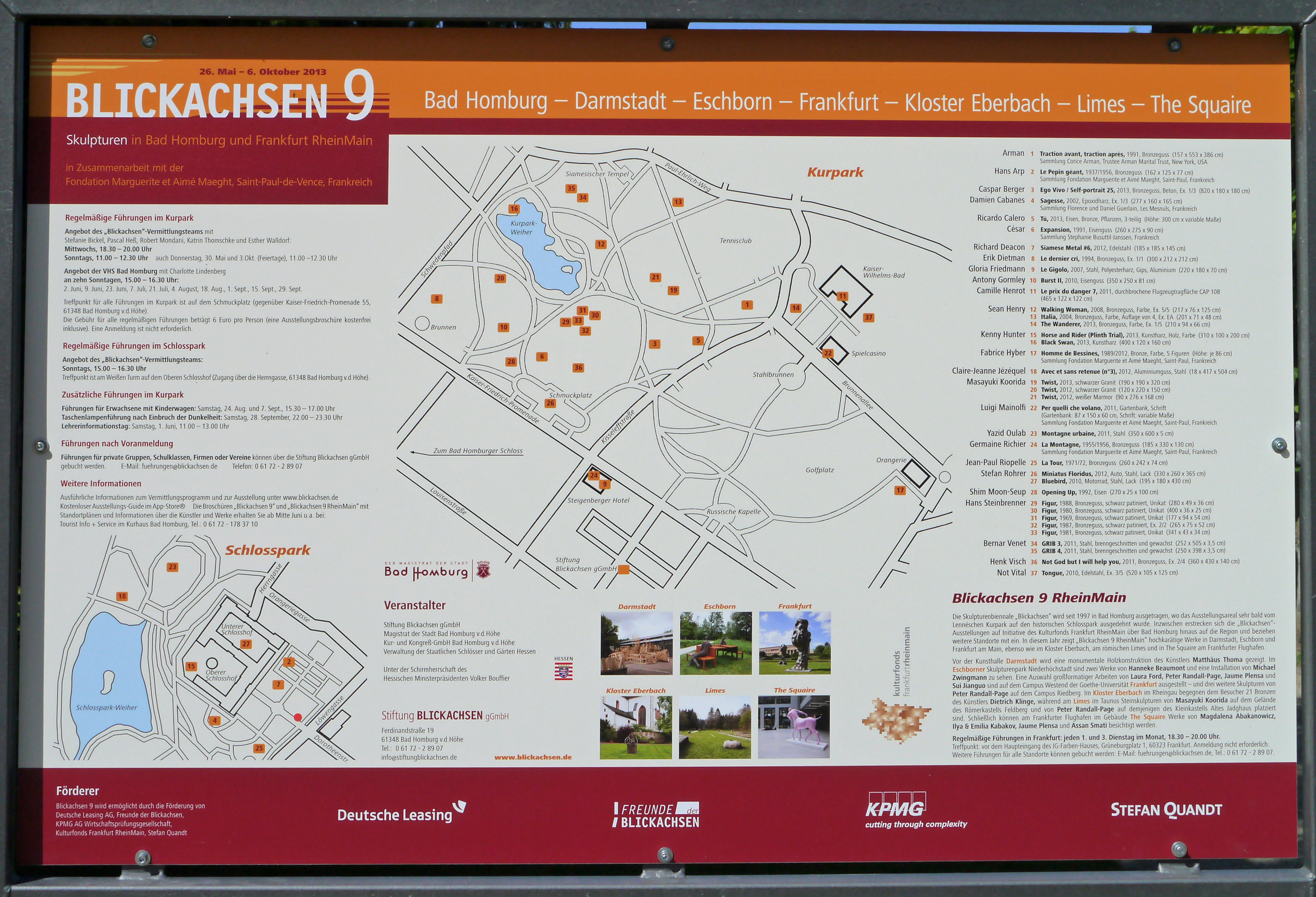
Lageplan der Objekte 2013 (Blickachsen 9) in Bad Homburg

Die Blickachsen 9 fanden vom 26. Mai bis 6. Oktober 2013, mit Unterstützung der Fondation Maeght, Saint-Paul de Vence, Frankreich, statt. Die Eröffnung war am 26. Mai 2013, um 11 Uhr 30, auf dem Schmuckplatz im Kurpark von Bad Homburg.
Es wurden 94 Kunstwerke, von 37 Künstlern, an 10 verschiedenen Orten im Rhein-Main-Gebiet gezeigt. In Bad Homburg wurde, neben vielen anderen, die Bronzefigur Traction avant, traction après des französisch-amerikanischen Künstlers Arman gezeigt. Vor dem Kurhaus der Stadt stand die Figur des Wanderers von Sean Henry, sowie vom selben Künstler der überlebensgroße Bronzeguss Walking Woman. Der schottische Bildhauer Kenny Hunter war zum dritten Mal vertreten mit seiner vier Meter hohen Kunstharzfigur Black Swan.

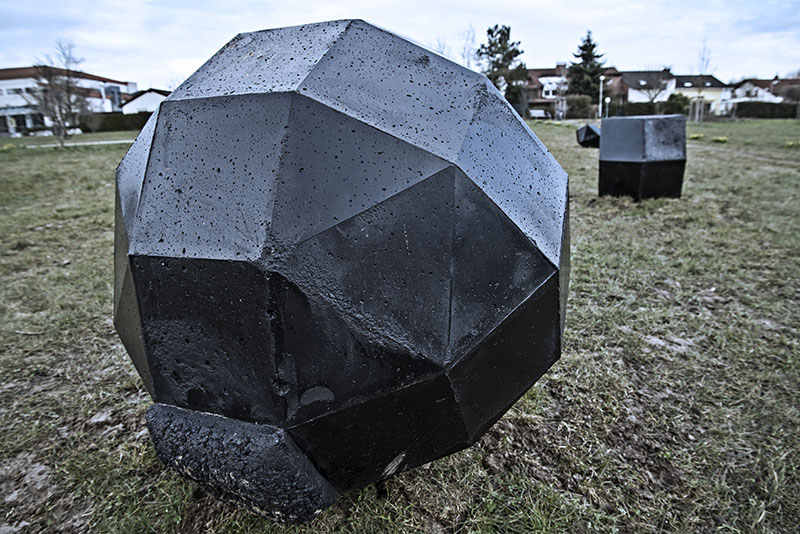
Annäherung an das Phänomen der Schwarzen Löcher von Michael Zwingmann – Eschborn-Niederhöchstadt.
Acht Skulpturen von Masayuki Koorida – Limes, Feldberg-Kastell
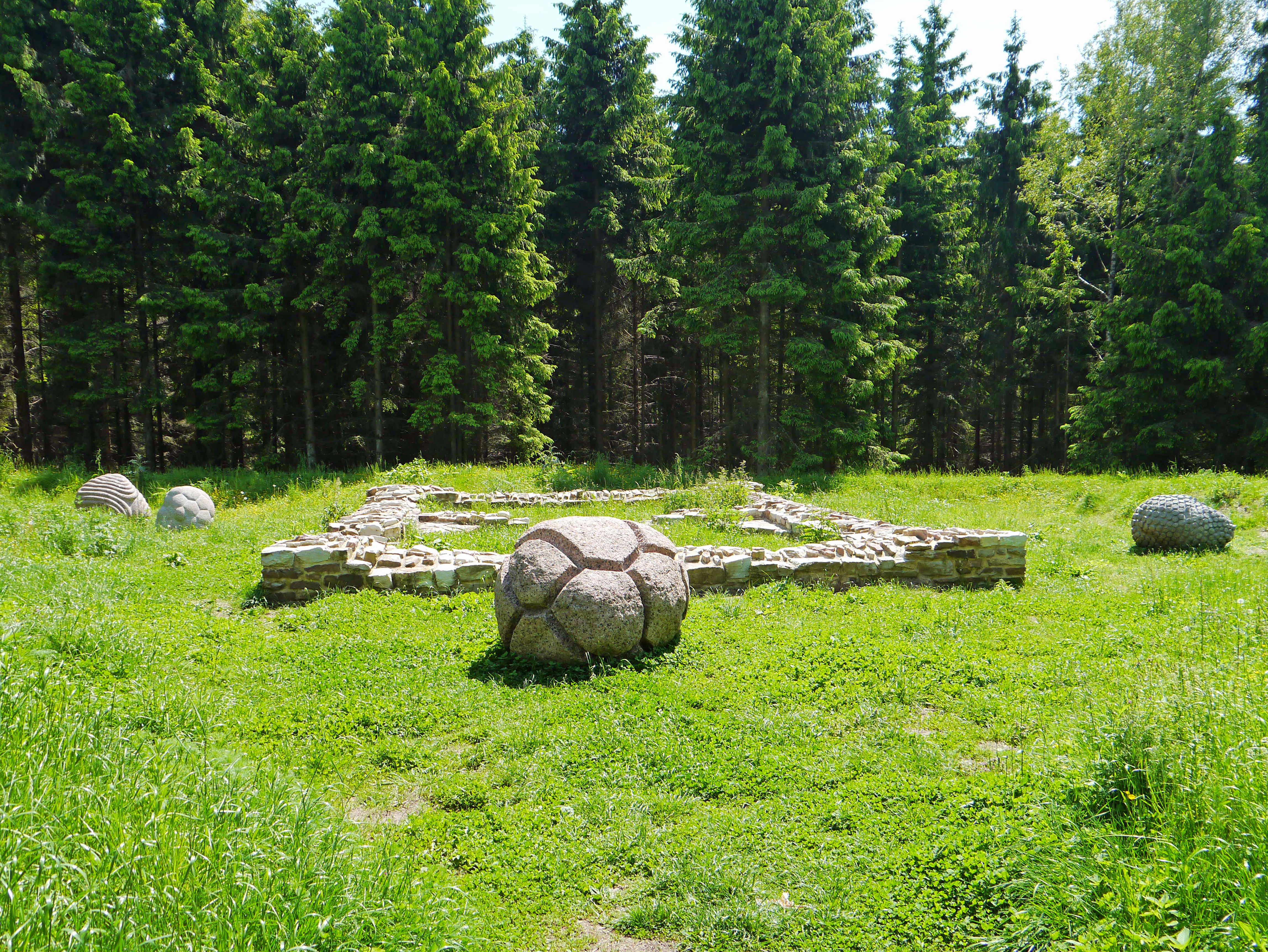
Vier Plastiken von Peter Randall-Page – Limes, „Altes Jagdhaus“

## Blickachsen 8

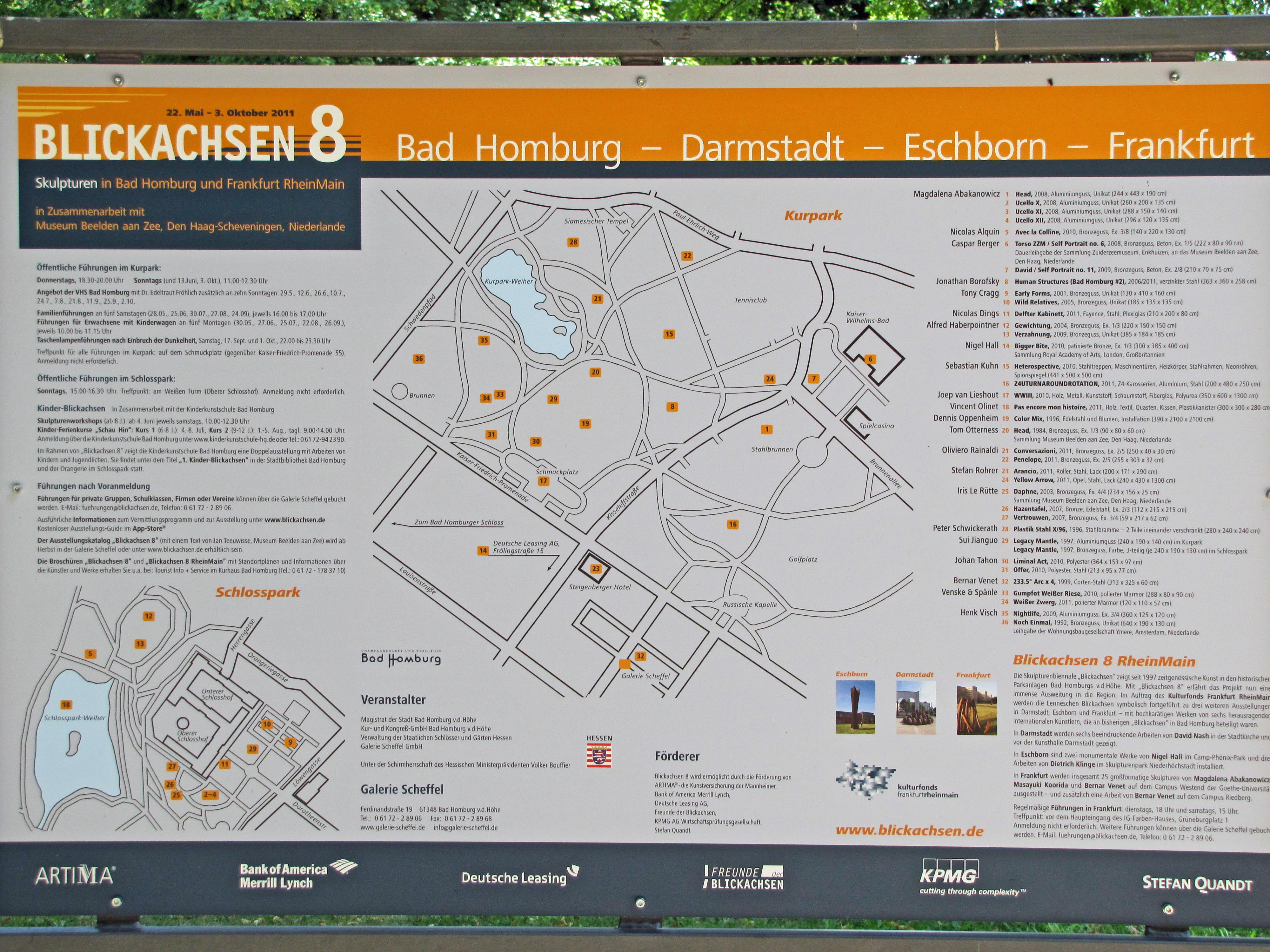
Lageplan der Objekte 2011 (Blickachsen 8) in Bad Homburg

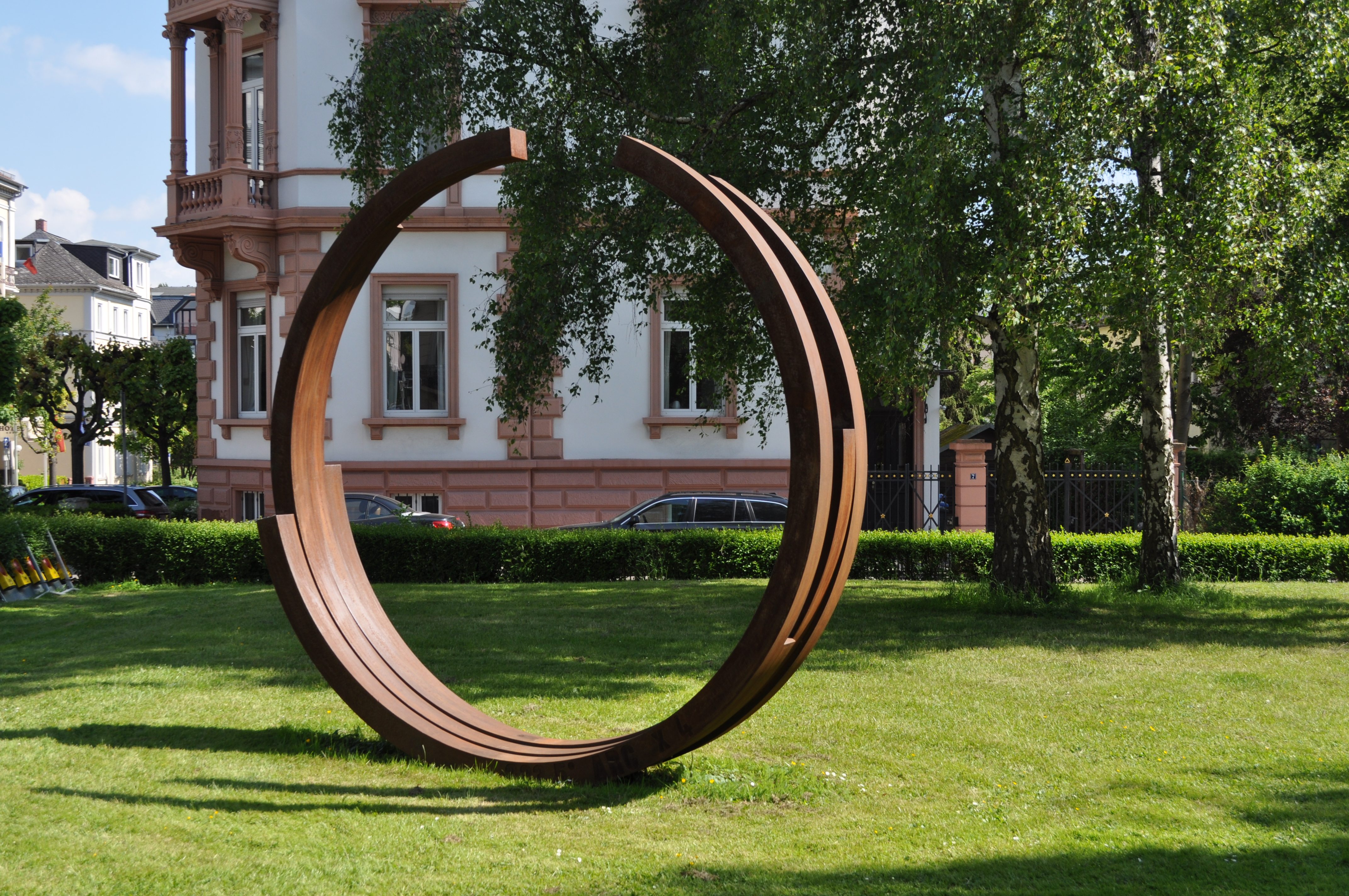
Bernar Venet: 233.5° Arc x 4, 1999

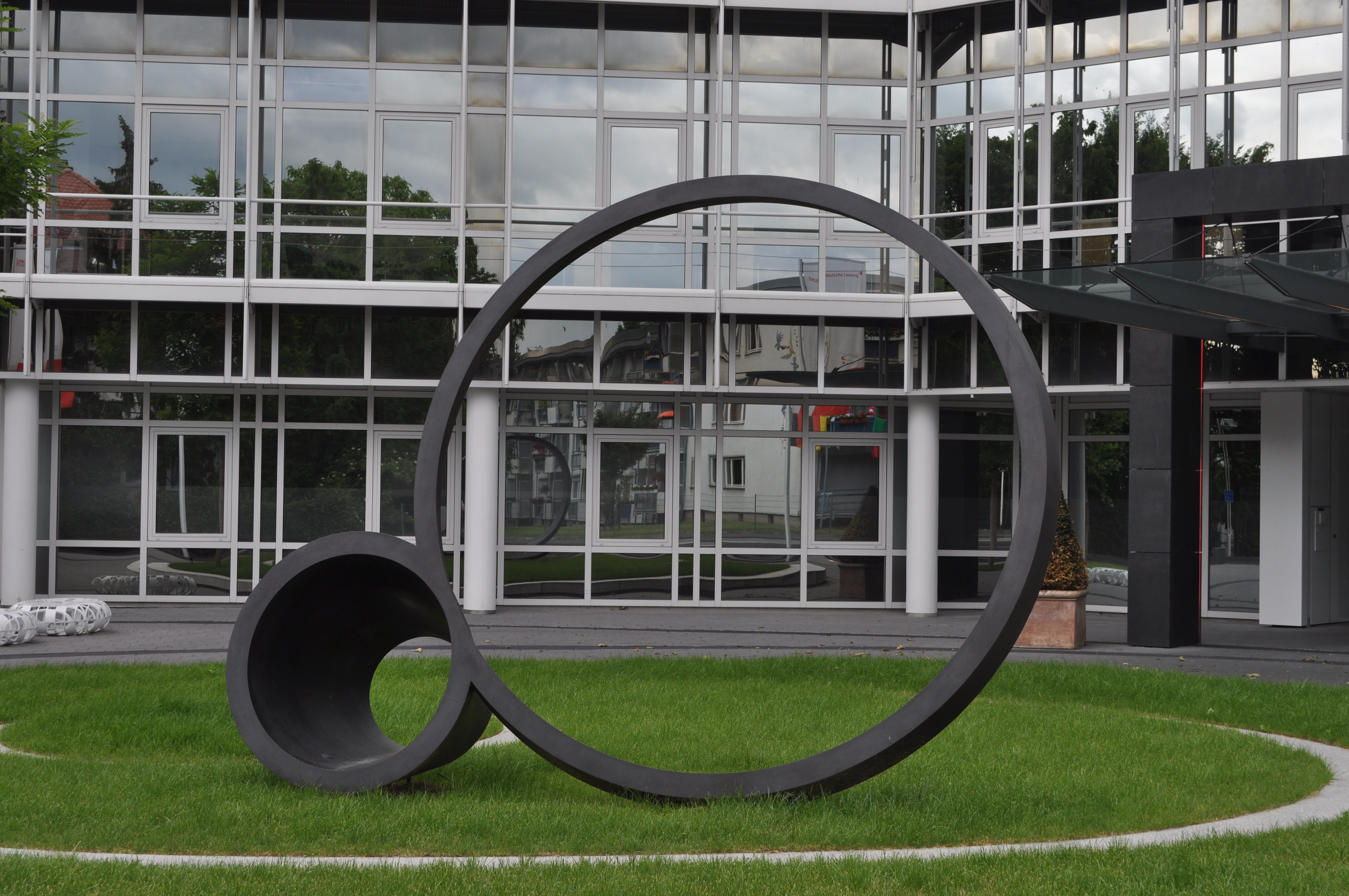
Nigel Hall: Bigger Bite

Die Blickachsen 8 vom 22. Mai bis 3. Oktober 2011 wurden mit Unterstützung des holländischen Museums Beelden aan Zee in Den Haag-Scheveningen durchgeführt. Die 65 Skulpturen und Installationen waren unentgeltlich und öffentlich im Schlosspark Bad Homburg, im Kurpark Bad Homburg, sowie an 3 anderen Orten in der Stadt zu besichtigen. Der Kulturfonds Frankfurt RheinMain förderte die Ausweitung auf drei weitere Städte. So wurden ebenfalls in Eschborn, Frankfurt am Main und Darmstadt Skulpturen ausgestellt. Die Veranstaltung stand unter der Schirmherrschaft des Hessischen Ministerpräsidenten.
| Magdalena Abakanowicz | Nicolas Alquin      | Caspar Berger | Jonathan Borofsky | Tony Cragg         |
| Nicolas Dings         | Alfred Haberpointer | Nigel Hall    | Dietrich Klinge   | Masayuki Koorida   |
| Sebastian Kuhn        | Joep van Lieshout   | David Nash    | Vincent Olinet    | Dennis Oppenheim   |
| Tom Otterness         | Oliviero Rainaldi   | Stefan Rohrer | Iris Le Rütte     | Peter Schwickerath |
| Sui Jianguo           | Johan Tahon         | Bernar Venet  | Venske & Spänle   | Henk Visch         |

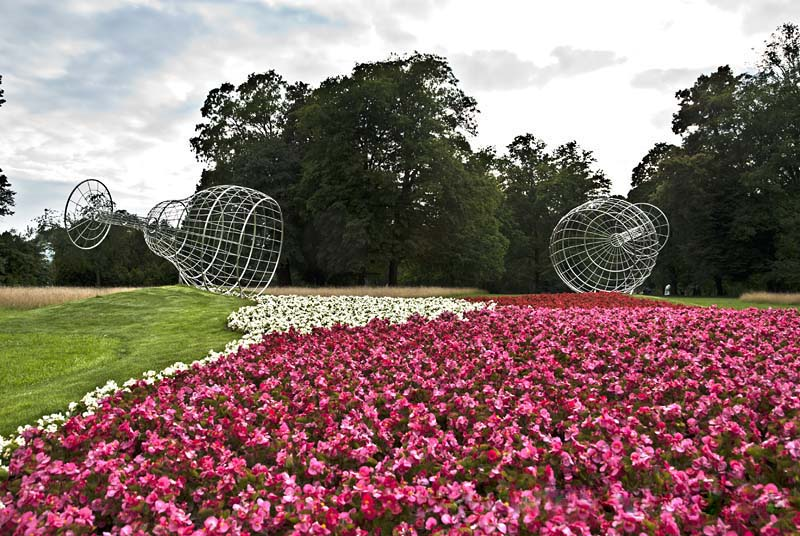
Color Mix von Dennis Oppenheim
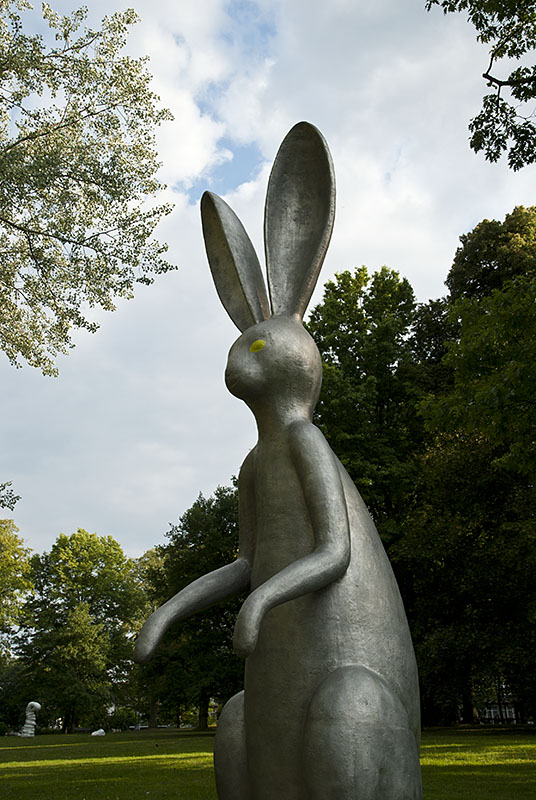
Nightlife von Henk Visch

## Blickachsen 7

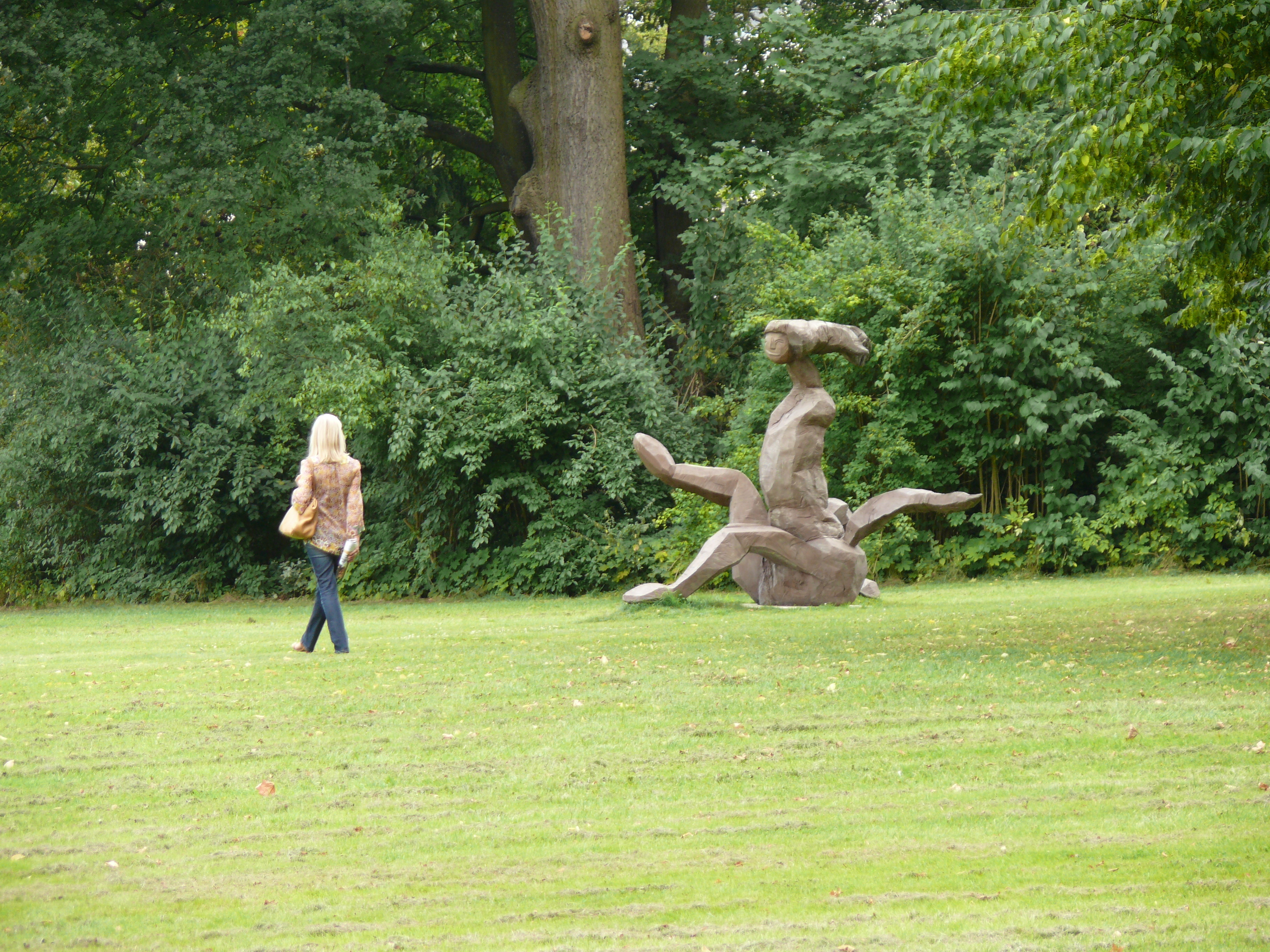
Interesse

Die Blickachsen 7 vom 17. Mai bis 4. Oktober 2009 wurden mit Unterstützung des bekannten US-amerikanischen Skulpturenmuseums Frederic Meijer Gardens & Sculpture Park aus Grand Rapids in Michigan durchgeführt. Gezeigt wurden 38 Skulpturen folgender Künstler:
| Donald Baechler    | Hanneke Beaumont      | Jonathan Borofsky | Laura Ford       |
| Paul Hoffmann      | Kenny Hunter          | Dietrich Klinge   | Masayuki Koorida |
| David Nash         | Michele Oka Doner     | Dennis Oppenheim  | Tom Otterness    |
| Mimmo Paladino     | Vannessa Paschakarnis | Beverly Pepper    | Jaume Plensa     |
| Peter Randall-Page | George Rickey         | Vera Röhm         | Timm Ulrichs     |
| Bernar Venet       | Zhan Wang             |                   |                  |

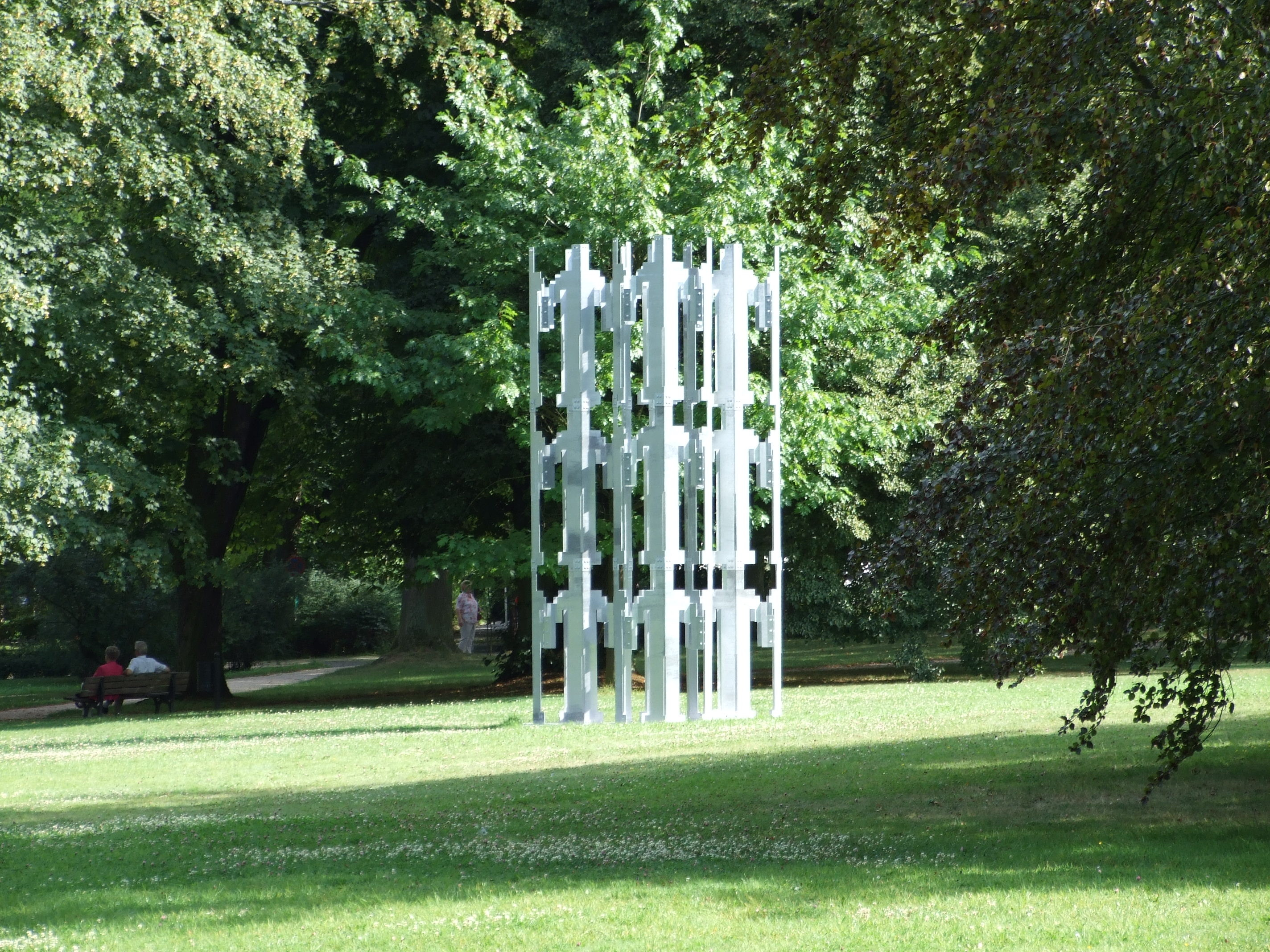
Human Structures von Jonathan Borofsky
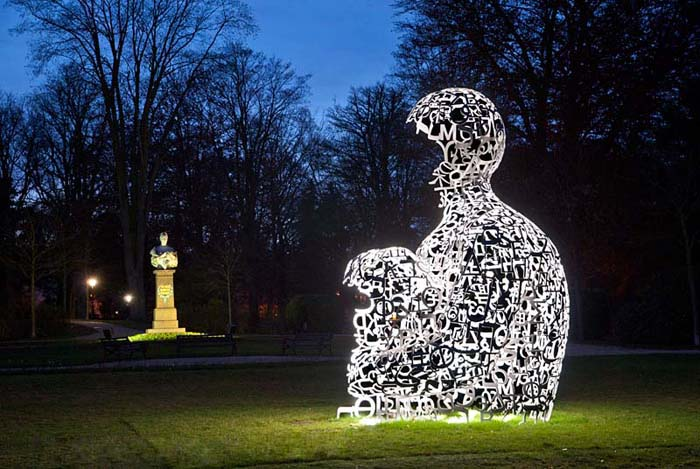
Skulptur Nosotros von Jaume Plensa

Teil der Blickachsen 7 ist das Projekt „Blickachsen Rhein-Main“ 2009. Es handelt sich um die Installation Tanzende Bäume von Timm Ulrichs, bestehend aus je einer Gruppe von drei Birken, die unsichtbar auf Rotationsmotoren montiert sind und durch Bewegungssensoren auf die Betrachter reagieren. Diese Installation befindet sich in sechs Orten im Rhein-Main-Gebiet (neben Bad Homburg in Weilburg, Mainz, Darmstadt, Aschaffenburg und dem Regionalpark Main-Taunus-Kreis).

## Blickachsen 6
Die Blickachsen 6 fanden vom 13. Mai bis 9. Oktober 2007 in Zusammenarbeit mit dem Yorkshire Sculpture Park
in West Bretton, Wakefield, Großbritannien statt. Teilnehmende Künstler waren:
| Magdalena Abakanowicz | Stephan Balkenhol | Anthony Caro           | Lynn Chadwick   |
| May Cornet            | Helen Escobedo    | Alec Finlay            | Leo Fitzmaurice |
| Barry Flanagan        | Laura Ford        | Matt Franks            | Elisabeth Frink |
| Kenny Hunter          | Jörg Immendorff   | Phillip King           | Peter Lundberg  |
| Dhruva Mistry         | Sophie Ryder      | Ursula von Rydingsvard | Sarah Staton    |
| Auke de Vries         | Kwanho Yuh        |                        |                 |

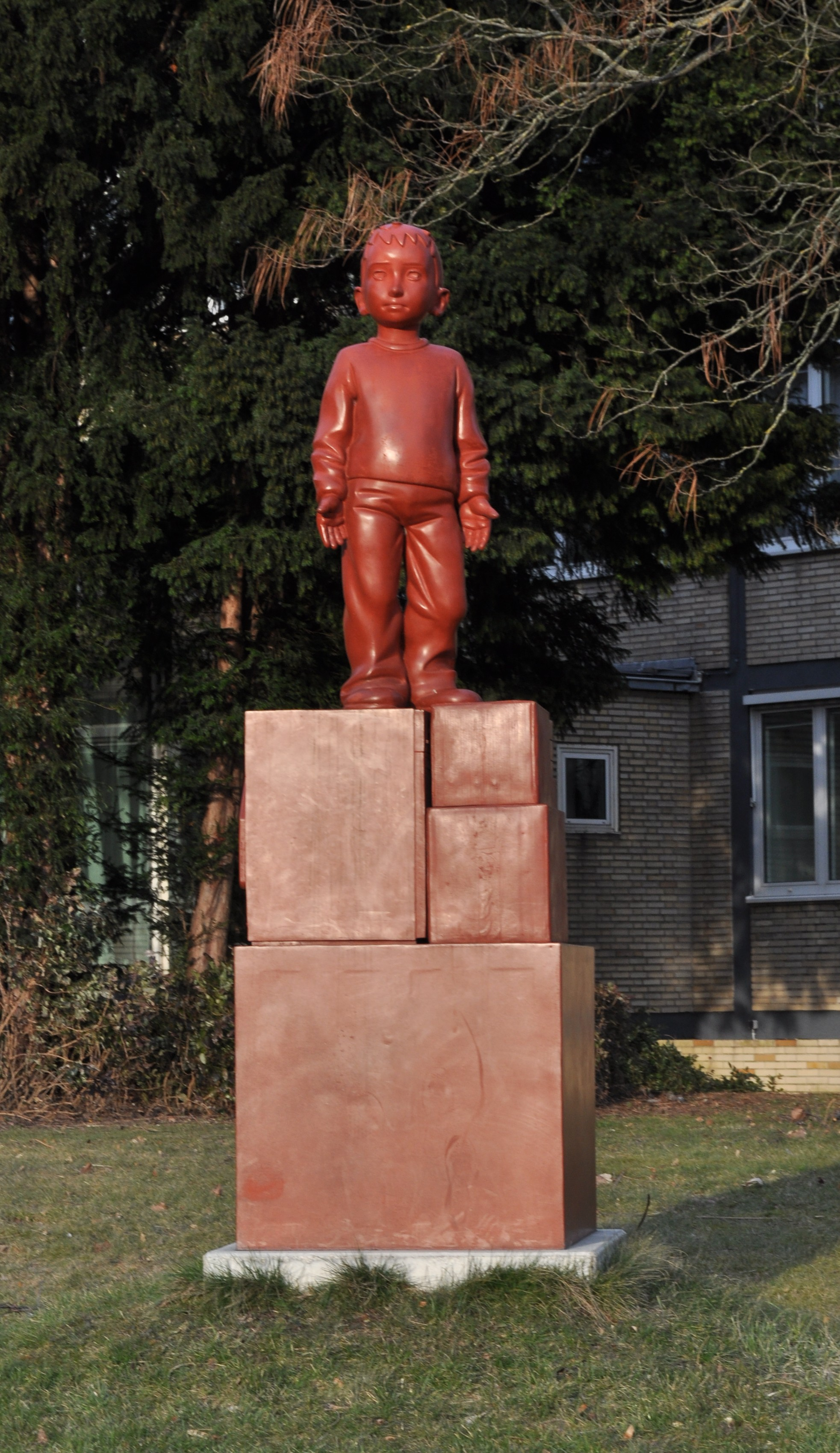
Red Boy von Kenny Hunter
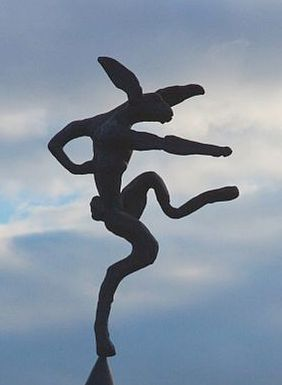
Large Nijinsky Hare on Anvil Point von Barry Flannegan
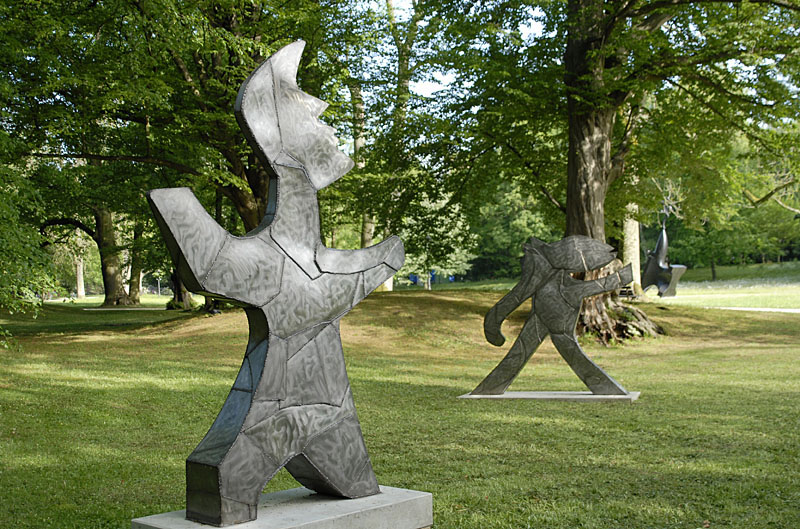
Arthur’s Court: Wizard and Parcival von Magdalena Abakanowicz
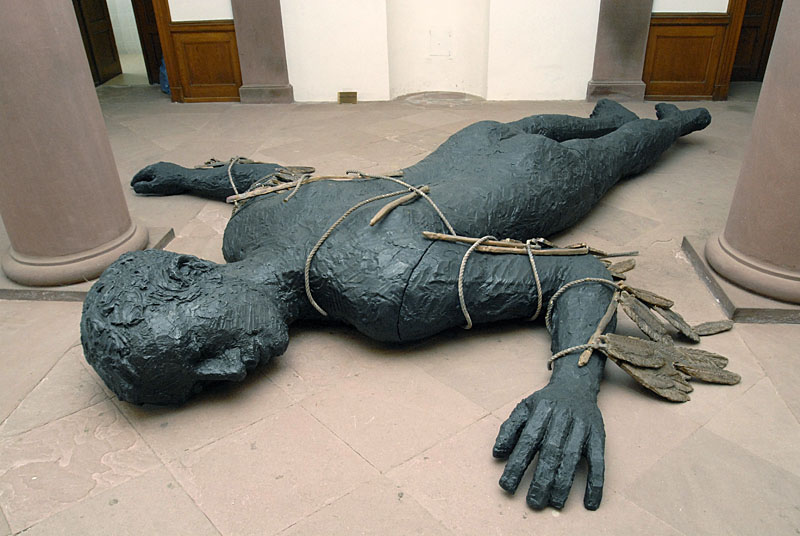
Ikarus von Stephan Balkenhol

## Blickachsen 5
Die Blickachsen 5 fanden vom 22. Mai bis 4. Oktober 2005 in Zusammenarbeit mit der Fondation Beyeler in Riehen (Schweiz) statt. Teilnehmende Künstler waren:
| Carl Andre            | Miguel Berrocal | Claus Bury        | Ricardo Calero |
| Rainer Fetting        | Eric Fischl     | Sebastian Fleiter | Antony Gormley |
| Nigel Hall            | Karl Hartung    | Harry Hauck       | Per Kirkeby    |
| Joseph Kosuth         | Mathias Lanfer  | Helge Leiberg     | Markus Lüpertz |
| Nicola Möser          | A. R. Penck     | Lawrence Weiner   | Trak Wendisch  |
| Victor López González |                 |                   |                |

## Blickachsen 4
Die Blickachsen 4 fanden vom 18. Mai bis 5. Oktober 2003 in Zusammenarbeit mit der Kunsthalle Mannheim statt. Teilnehmende Künstler waren:
| Carl Andre     | Miguel Berrocal | Claus Bury        | Ricardo Calero |
| Rainer Fetting | Eric Fischl     | Sebastian Fleiter | Antony Gormley |
| Nigel Hall     | Karl Hartung    | Harry Hauck       | Per Kirkeby    |
| Joseph Kosuth  | Mathias Lanfer  | Helge Leiberg     | Markus Lüpertz |
| Nicola Möser   | A. R. Penck     | Lawrence Weiner   | Trak Wendisch  |

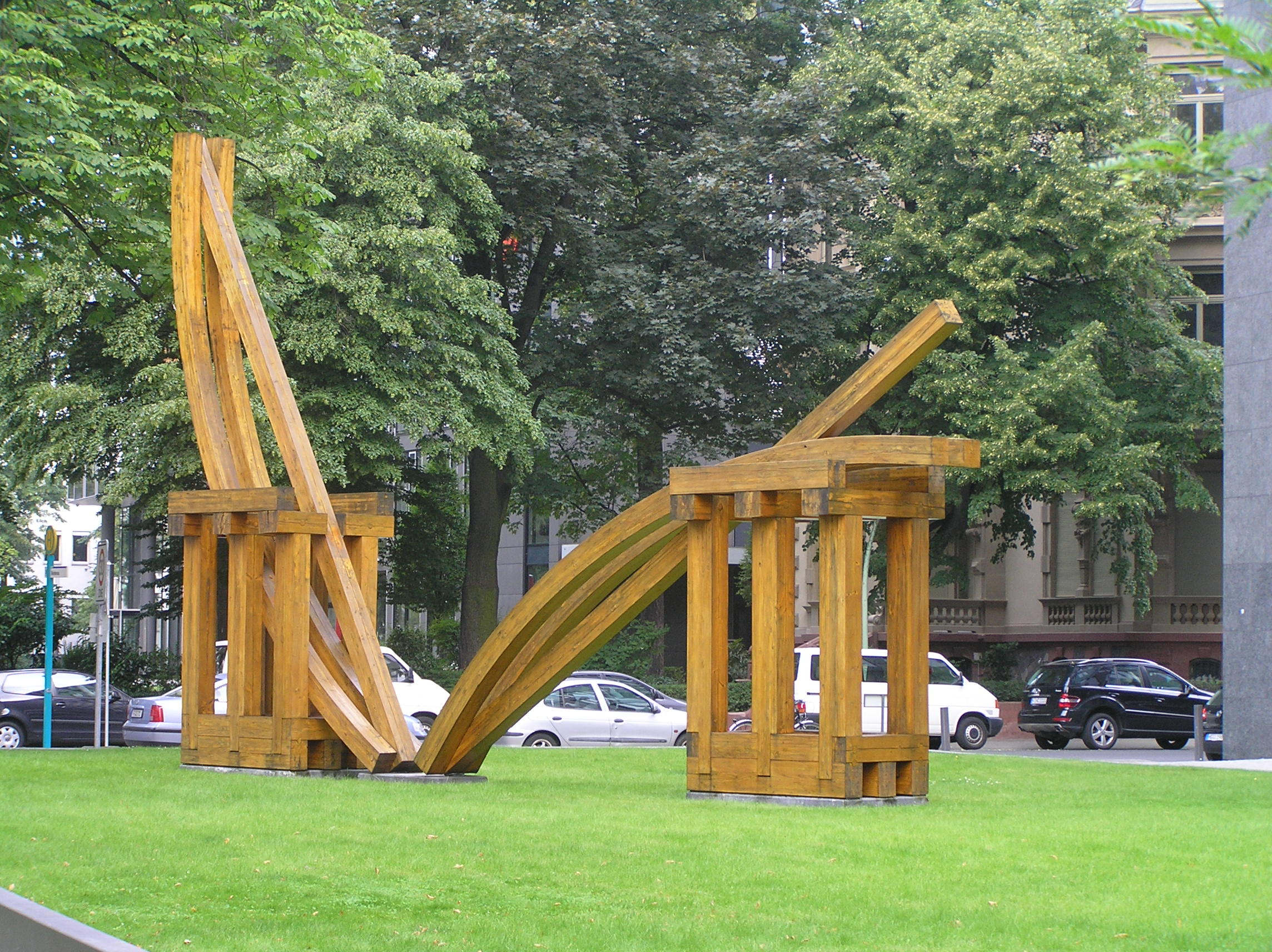
Spannungsbogen von Claus Bury

## Blickachsen 3
Die Blickachsen 3 fanden vom 13. Mai bis 1. Oktober 2001 in Zusammenarbeit mit der
Stiftung Wilhelm Lehmbruck Museum in Duisburg statt. Teilnehmende Künstler waren:
| Louise Bourgeois | Claus Bury      | Ricardo Calero   | Thomas Gerhards   |
| Yvonne Goulbier  | Nigel Hall      | John Henry       | Bryan Hunt        |
| Lothar Krüll     | David Nash      | Marta Pan        | Jaume Plensa      |
| George Rickey    | Ulrich Rückriem | Reiner Seliger   | Marialuisa Tadei  |
| Timm Ulrichs     | Wolf Vostell    | Erwin Wortelkamp | Michael Zwingmann |

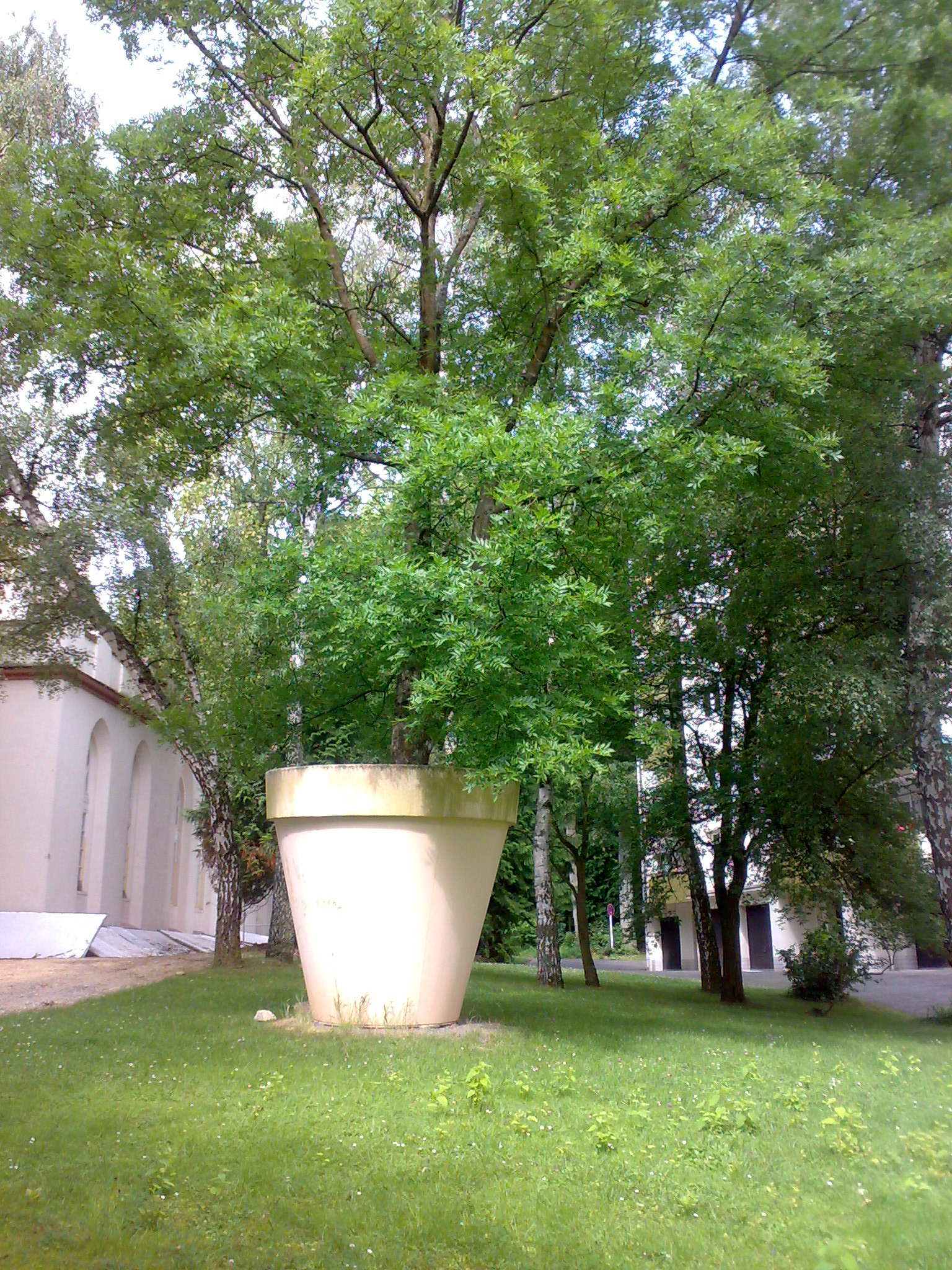
Versatzstück von Timm Ulrichs
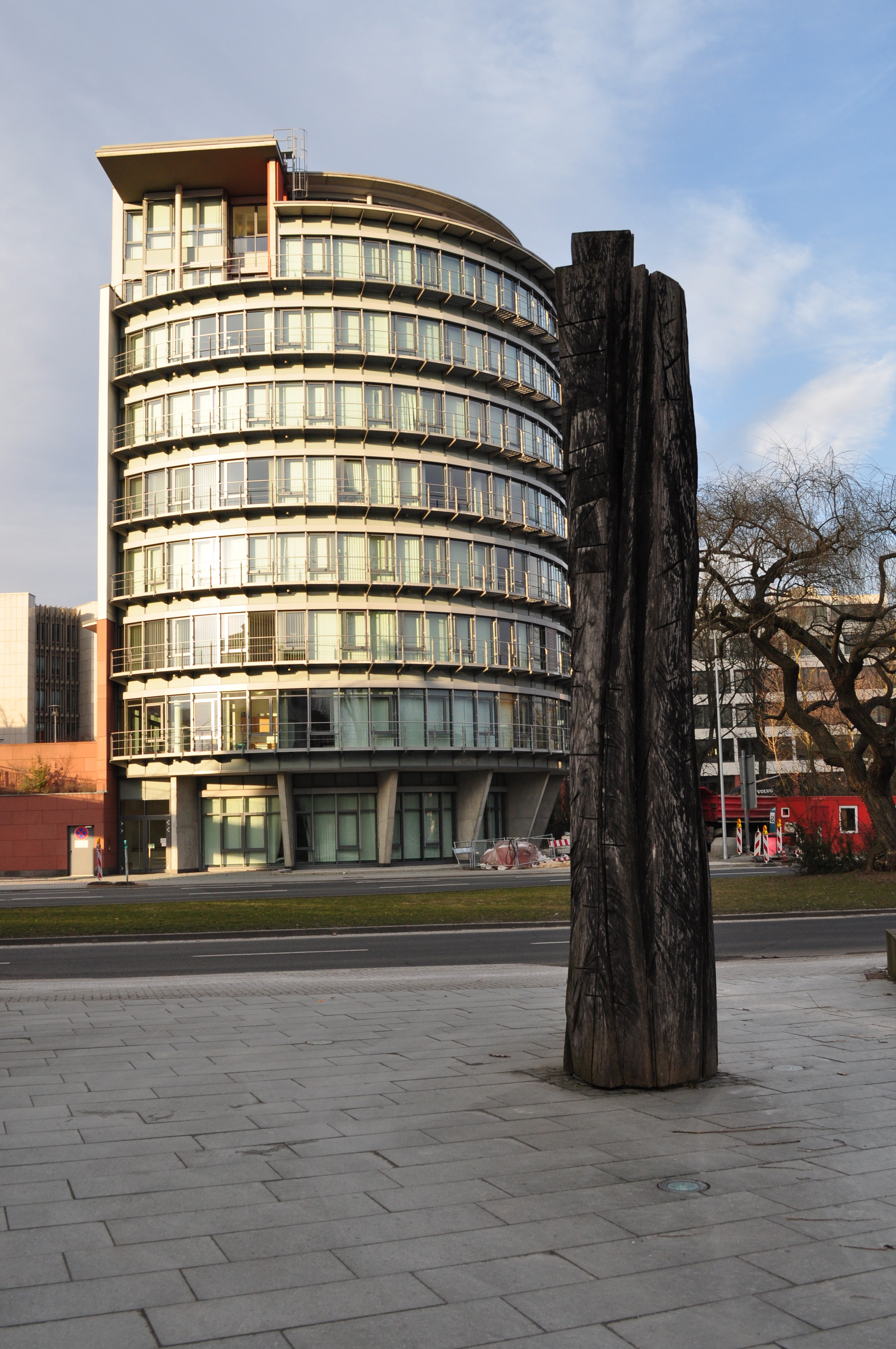
Für Leneé von Erwin Wortelkamp

## Blickachsen 2
Die Blickachsen 2 fanden vom 30. Mai bis 31. Oktober 1999 in Zusammenarbeit mit dem Skulpturenmuseum Glaskasten in Marl statt. Teilnehmende Künstler waren:
| Bruce Beasley   | Lutz Fritsch   | Dorothee Golz | Alf Lechner         |
| David Nash      | Jaume Plensa   | Karl Prantl   | Erich Reusch        |
| Robert Schad    | Anna Schuster  | Sebastian     | Josep Maria Sirvent |
| Hartmut Stielow | Mark di Suvero | Bernar Venet  | Michael Zwingmann   |

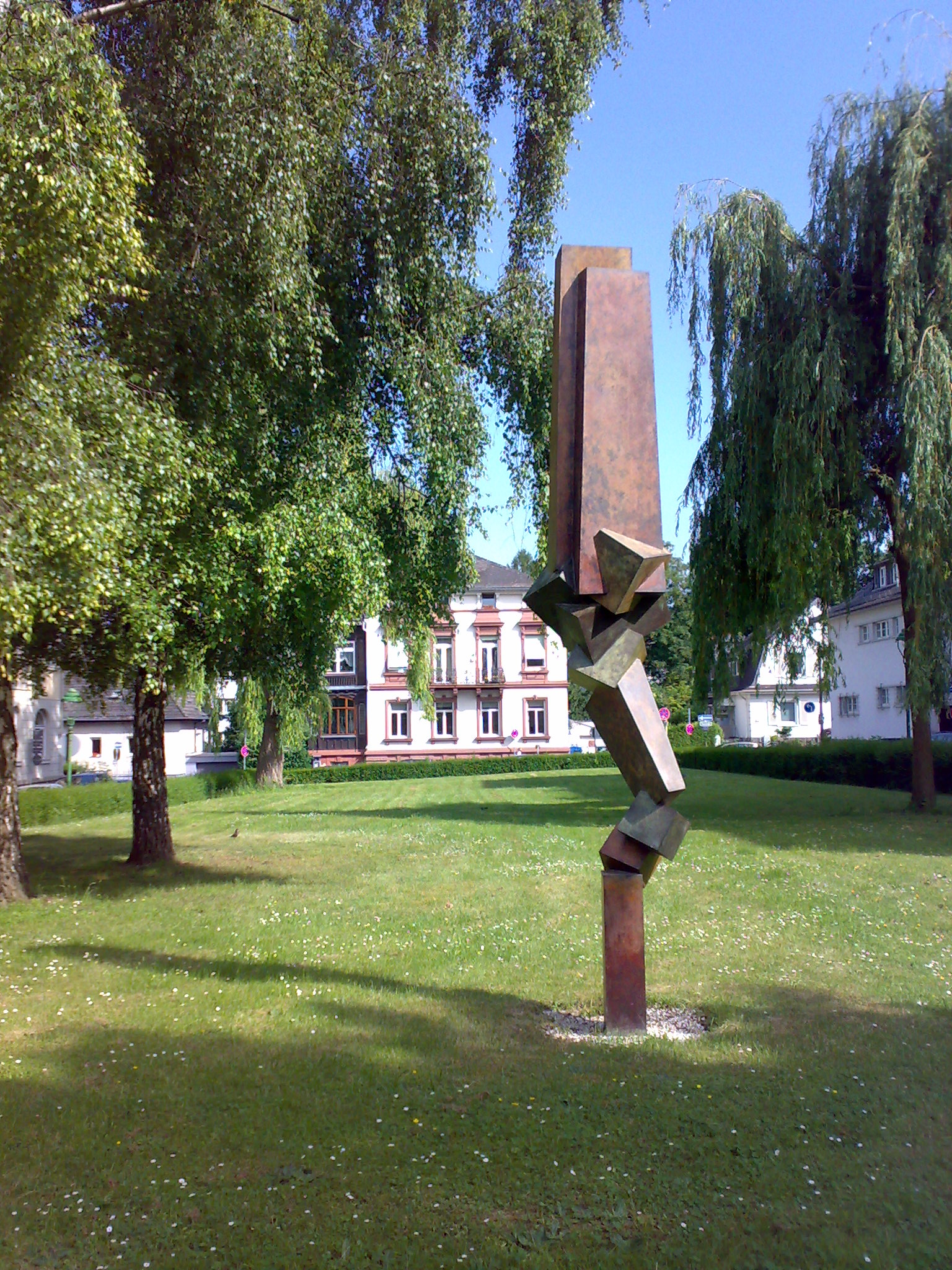
Spokesman II von Bruce Beasley

## Blickachsen 1
Die Blickachsen 1 fanden vom 25. Mai bis 26. Oktober 1997 im Kurpark Bad Homburg statt. Teilnehmende Künstler waren:
| Bruce Beasley     | Anthony Caro    | Michael Croissant | Klaus Duschat   |
| Bernhard Heiliger | Ansgar Nierhoff | Hans Steinbrenner | Hartmut Stielow |
| Bernar Venet      |                 |                   |                 |

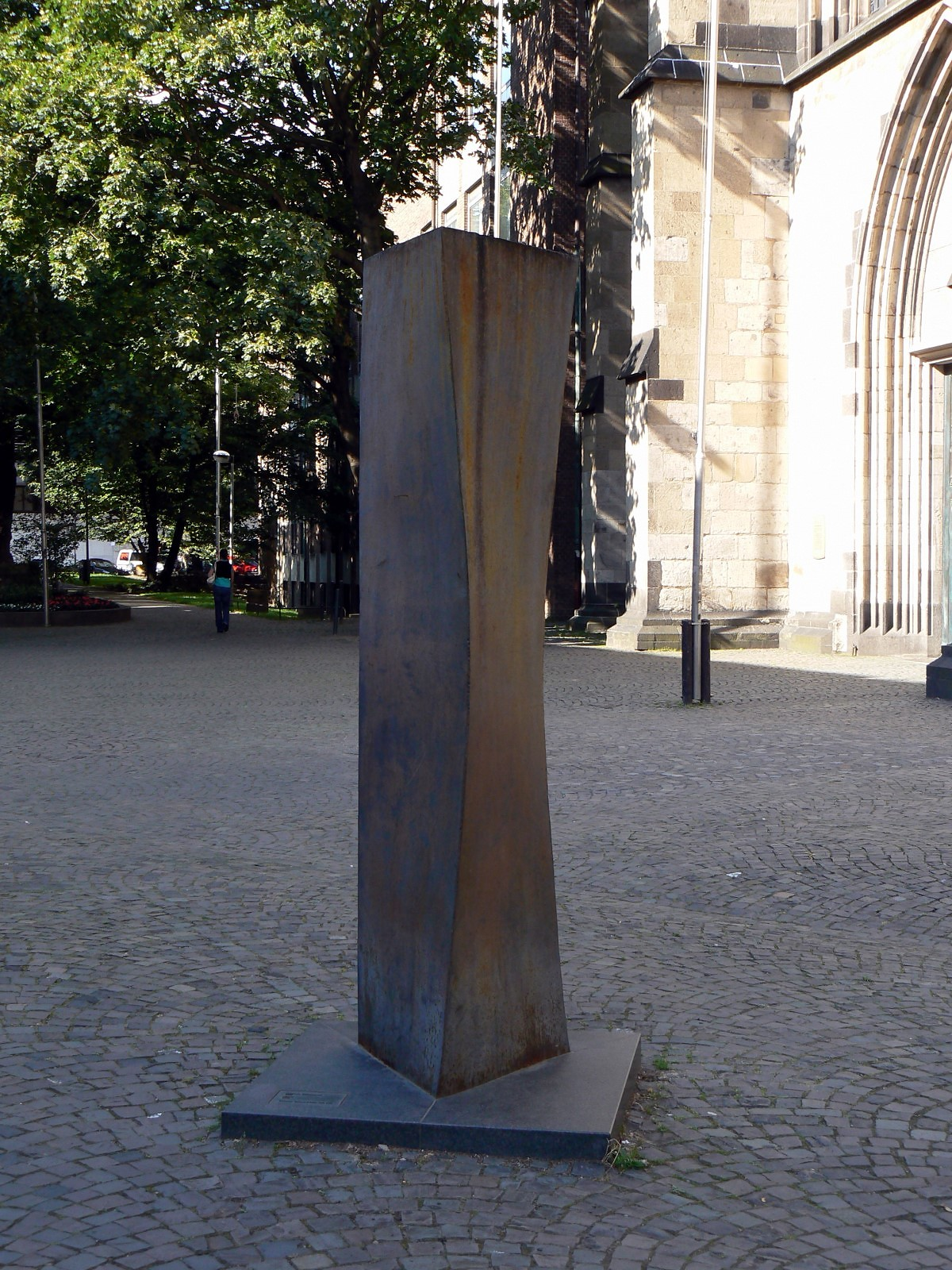
Michael Croissant: Figur
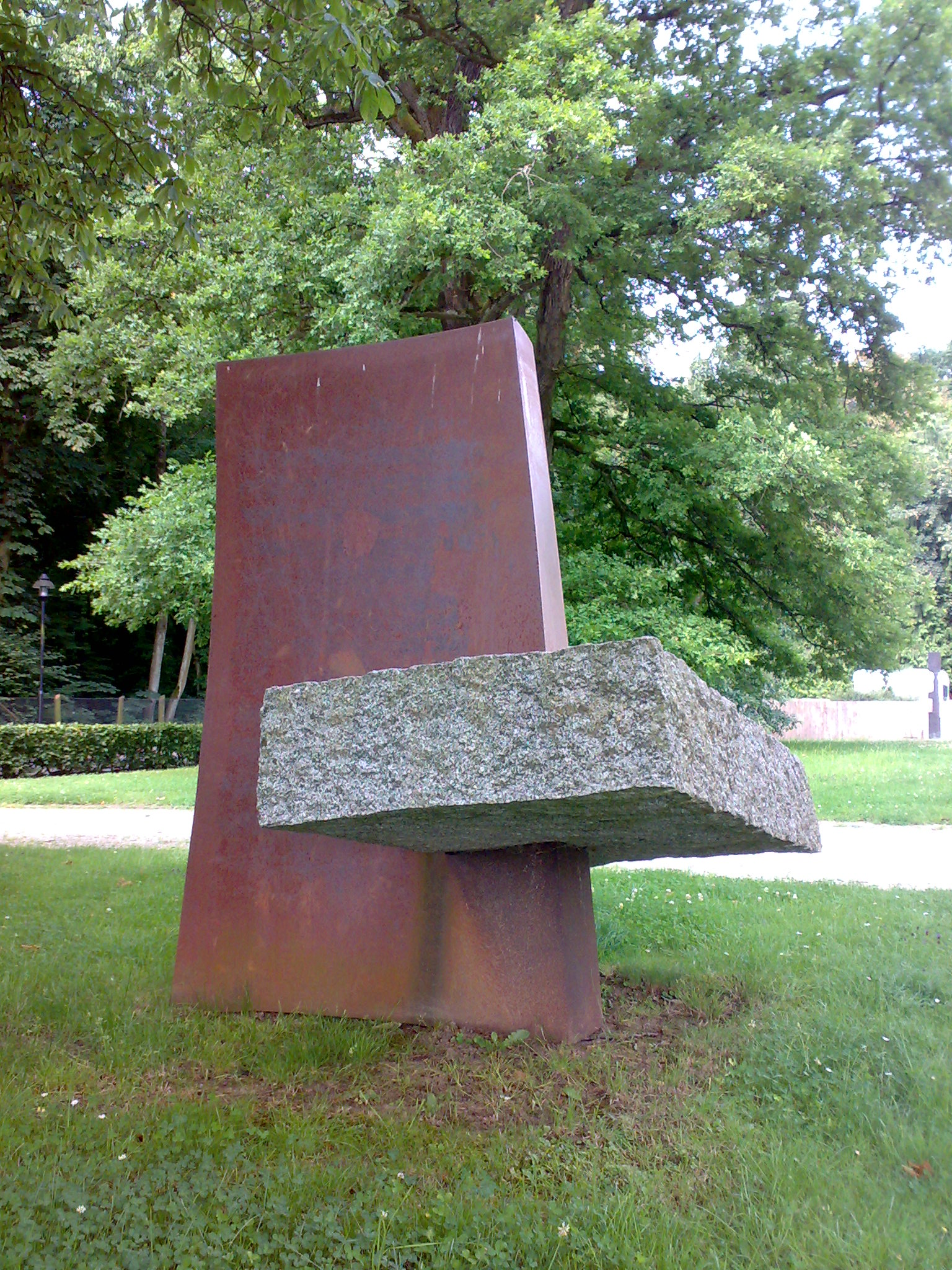
Hartmut Stielow: „Ohne Titel“
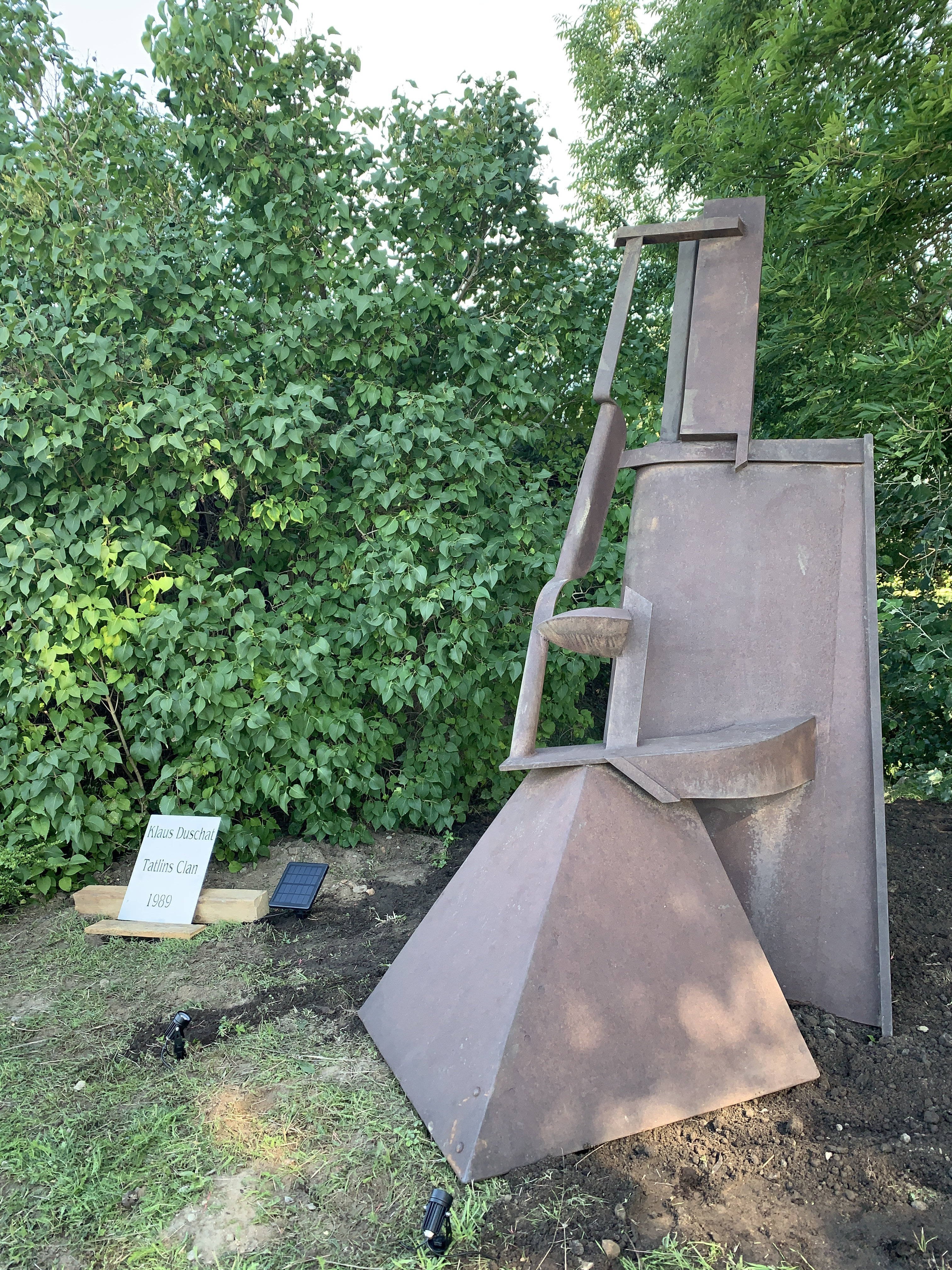
Klaus Duschat: Tatlins Clan